# Садеги, Амир Хоссейн
Ами́р Хоссе́йн Садеги́ или Садеки́ (перс. امیرحسین صادقی‎, 6 сентября 1981, Тегеран) — иранский футболист, выступавший на позиции защитника.

## Клубная карьера
Амир Хоссейн Садеги является воспитанником клуба «Эстегляль». Он покинул его, подписав годичный контракт с клубом «Мес Керман» в 2008 году. Садеги во второй раз вернулся в «Эстегляль» из «Трактора Сази» в июле 2012 года.

### Клубная статистика
Данные на  11 марта 2014 
|                  |                  |                  | Лига | Лига | Кубок       | Кубок       | Азиатские | Азиатские | Всего | Всего |
| Сезон            | Клуб             | Лига             | Игры | Голы | Игры        | Голы        | Игры      | Голы      | Игры  | Голы  |
| Иран             | Иран             | Иран             | Лига | Лига | Кубок Ирана | Кубок Ирана | Азия      | Азия      | Всего | Всего |
| ---------------- | ---------------- | ---------------- | ---- | ---- | ----------- | ----------- | --------- | --------- | ----- | ----- |
| 2003/04          | Эстегляль        | Чемпионат Ирана  | 15   | 1    |             | 0           | –         | –         | 15    | 1     |
| 2004/05          | Эстегляль        | Чемпионат Ирана  | 23   | 0    | 0           | 0           | –         | –         | 23    | 0     |
| 2005/06          | Эстегляль        | Чемпионат Ирана  | 24   | 3    | 0           | 0           | –         | –         | 24    | 3     |
| 2006/07          | Эстегляль        | Чемпионат Ирана  | 25   | 2    |             |             | –         | –         | 25    | 2     |
| 2007/08          | Эстегляль        | Чемпионат Ирана  | 26   | 1    |             | 0           | –         | –         | 26    | 1     |
| 2008/09          | Мес Керман       | Чемпионат Ирана  | 30   | 1    |             |             | –         | –         | 30    | 1     |
| 2009/10          | Эстегляль        | Чемпионат Ирана  | 28   | 3    | 1           | 0           | 7         | 1         | 36    | 4     |
| 2010/11          | Эстегляль        | Чемпионат Ирана  | 26   | 2    | 4           | 1           | 6         | 0         | 36    | 3     |
| 2011/12          | Трактор Сази     | Чемпионат Ирана  | 31   | 2    | 0           | 0           | –         | –         | 31    | 2     |
| 2012/13          | Эстегляль        | Чемпионат Ирана  | 33   | 0    | 4           | 0           | 7         | 0         | 44    | 0     |
| 2013/14          | Эстегляль        | Чемпионат Ирана  | 28   | 1    | 4           | 1           | 5         | 0         | 37    | 2     |
| Всего            | Иран             | Иран             | 283  | 16   | 17          | 2           | 25        | 1         | 326   | 19    |
| Всего за карьеру | Всего за карьеру | Всего за карьеру | 283  | 16   | 17          | 2           | 25        | 1         | 326   | 19    |

## Международная карьера
Садеги был в числе 23 футболистов сборной Ирана, попавших в заявку на Чемпионат мира 2006 в Германии. Он стал постоянным игроком сборной в отборочных матчах Кубка Азии 2007, но не сыграл ни одного матча на финальном турнире в Малайзии из-за разногласий с главным тренером сборной Ирана Амиром Гхаленоеи. Позднее Садеги вновь вызывался в сборную в матчах отборочного турнира к Чемпионату мира 2010, но не провёл в нём ни одной игры.
Карлуш Кейрош пригласил Садеги в сборную для участия его в последних 3-х играх Ирана в отборочном турнире к Чемпионату мира 2010.
Садеги забил свой первый гол в составе сборной Ирана 19 ноября 2013 года в ворота сборной Ливана в рамках отборочный турнира Кубка Азии 2015. 1 июня 2014 года он был назван в качестве игрока сборной Ирана, отправляющейся на Чемпионат мира 2014 под руководством главного тренера Карлуша Кейроша.

### Голы за сборную Ирана
| #  | Дата           | Место                                   | Соперник | Счёт | Итог | Соревнование                      |
| -- | -------------- | --------------------------------------- | -------- | ---- | ---- | --------------------------------- |
| 1. | 19 ноября 2013 | Камиль Шамун Спортс Сити, Бейрут, Ливан | Ливан    | 1–0  | 4–1  | Отборочный турнир Кубка Азии 2015 |

## Достижения

### Клубные
Эстеглаль
- Чемпионат Ирана: 2003/04 (2-е место), 2005/06, 2010/11 (2-е место), 2012/13
- Кубок Ирана: 2003/04 (финалист), 2007/08 (победитель)

Трактор Сази
- Чемпионат Ирана: 2011/12 (2-е место)